# Бакстон, Сара
Сара Гэлбрейт Бакстон (англ. Sarah Galbraith Buxton; род. 23 марта 1965, Брентвуд, Калифорния) — американская актриса кино и телевидения, известная по своим многочисленным ролям злодеек.

## Личная жизнь
Сара Гэлбрейт Бакстон родилась в Брентвуд, Калифорния. В настоящее время она живёт в Лос-Анджелесе со своим мужем, актёром Шейном Бролли. Они поженились 27 ноября 2006 года, а 20 декабря 2006 года актриса родила своего первого ребёнка, мальчика по имени Майкл Финн Бролли.

## Карьера
Бакстон, пожалуй, наиболее известна по роли Энни Дуглас Ричардс, главной злодейки в телесериале «Любовь и тайны Сансет Бич», который снимался с 1997 по 1999 год. После завершения «Сансет Бич» актриса получила роль другой телевизионной злодейки — Морган Де Витт, в мыльной опере «Дерзкие и красивые». Она снималась в шоу в 2000—2001 годах, а также кратко вернулась в 2005 году. Кроме того она снялась в мыльной опере «Дни нашей жизни» в 2004 году.
Бакстон снялась в ряде кинофильмов, таких как «Верняк», «Слушай», «Меньше, чем ноль», «Ни слова маме о смерти няни», «Школа рок-н-ролла навечно», «Сегодня ты умрёшь», «Как малые дети», «Сказки на ночь» и «Бабник». Она также сыграла одну из главных ролей в фильме 1999 года «Восхождение», который получил премию «Берлинского кинофестиваля» На телевидении в разные годы она появилась в таких сериалах как «C.S.I.: Место преступления», «C.S.I.: Место преступления Майами», «Полиция Нью-Йорка», «Мыслить как преступник», «Спасатели Малибу», «Крутой Уокер: правосудие по-техасски», «Принц из Беверли-Хиллз», «Кто здесь босс?», «Чайна-Бич» и многих других.